# Heteronyx brevior
Heteronyx brevior är en skalbaggsart som beskrevs av Leon Fairmaire 1883. Heteronyx brevior ingår i släktet Heteronyx och familjen Melolonthidae. Inga underarter finns listade i Catalogue of Life.